# Нікола Скафетта
Нікола Скафетта (італ. Nicola Scafetta) — науковий співробітник Неапольського університету. Раніше він працював у лабораторії ACRIM і був асистентом доцента фізичного факультету Університету Дьюка. Сфера наукових інтересів — теоретична та прикладна статистика та нелінійні моделі складних процесів. Він публікував рецензовані статті в журналах, що охоплюють різноманітні дисципліни, включаючи астрономію, біологію, кліматологію, економіку, медицину, фізику та соціологію.

## Ранні роки життя та освіта
Скафетта народився в Італії. Він отримав ступінь лауреата з фізики в Університеті Пізи в 1997 році і докторську дисертацію з фізики в Університеті Північного Техасу в 2001 р. Його докторська дисертація — «Ентропійний підхід до аналізу часових рядів».

## Кар'єра
Скафетта був науковим співробітником кафедри електротехніки та обчислювальної техніки Університету Дьюка з 2002 по 2003 рік, а потім науковим співробітником фізичного факультету з 2003 по 2009 рік. Він був запрошеним викладачем в Університеті Ілона та Університеті Північної Кароліни. Скафетта був науковим співробітником групи лабораторій ACRIM і ад'юнктом доцентом фізичного факультету Університету Дьюка протягом декількох років після 2010 року. В даний час він є членом університету Федеріко II у Неаполі, Італія.
Він є членом Американського фізичного товариства, Американського геофізичного союзу та Американської асоціації викладачів фізики.

### ACRIM
Скафетта стверджує, що вимірювання загального сонячного опромінення (TSI), зібрані супутниками з 1978 р., є недосконалими, оскільки катастрофа «Челленджер» перешкоджала своєчасному запуску супутника ACRIM 2, над яким він працював, щоб замінити ACRIM 1. Це призводить до дворічного розриву даних у часових рядах ACRIM, який науковці поєднують із перекриттям даних кількох інших супутників. Вони дійшли до висновку, що нагрівання від Сонця не збільшувалось між 1980 і 2002 роками і не суттєво сприяло глобальному потеплінню поверхні за цей період. Деякі дослідники ACRIM, включаючи головного дослідника Річарда Уілсона (Колумбія) та Скафетту, не погоджуються та аргументують значну тенденцію до зростання середньої сонячної яскравості протягом дворічного розриву даних у часових рядах ACRIM. Студентські газети Університету Дюка повідомляють, що тлумачення аналізом Річарда Уілсона «Скафетта і Вест» полягає в тому, що «сонце могло мінімально сприяти приблизно 10-30 % глобального потепління поверхні 1980—2002 років».

### Наукові внески
Скафетта розробив «Аналіз дифузійної ентропії», метод статистичного аналізу, який розрізняє шуми Леві Уолка та дробовий броунівський рух у складних системах. Він використовував цей метод у аналізі вагітності підлітків у 2002 році.

## Погляди на кліматичні зміни
Скафетта стверджував: «Щонайменше 60 % потепління Землі, яке спостерігається з 1970 р., спричинене природними циклами, які є в Сонячній системі». За словами Скафетти, єдиним розумним поясненням є те, що кліматична система модулюється астрономічними коливаннями. Природні цикли, відомі з упевненістю, — це сонячні цикли 11 (Швабе) і 22 (Хейла), цикли планет і місячно-сонячні вузлові цикли. Юпітер має орбітальний період 11,9 років, тоді як Сатурн — 29,4 років. Ці періоди передбачають ще три великі цикли, які пов'язані з Юпітером і Сатурном: близько 10 років, протистояння двох планет; близько 20 років, їх синодичний цикл; і близько 60 років, повторення об'єднаних орбіт двох планет. Основні місячні цикли складають приблизно 18,6 і 8,85 років. Кліматична модель Скафетти базується головним чином на нумерологічному порівнянні світських періодичних змін глобальної температури поверхні та періодичного руху Сонця навколо баріцентра Сонячної системи, спричиненого обертовими планетами Юпітер, Сатурн, Уран та Нептун. Також обговорюється періодична модуляція орбітальних параметрів Місяця цими планетами та подальша модуляція місячних припливів. За словами Скафетти, який не надає жодного фізичного пояснення цього процесу, «зовнішнє форсування небесного походження просто керує регулюванням природних ритмів, пускаючи їх власну енергію з такою ж частотою форсування. Він просто передає кліматичній системі інформацію про те, як вона повинна коливатися, а не всю енергію, щоб вона коливалась. Ефект періодичного зовнішнього змушення, навіть якщо він слабкий, може стати макроскопічним, і всі компоненти системи поступово синхронізуються з ним».
У 2009 році Скафетта зазнав критики за нерозголошення комп'ютерного коду, необхідного для відтворення його досліджень. Скафетта відповів, сказавши, що відповідний код передано науковому журналу і що, якщо «журнал не поспішає його опублікувати, це не наша вина».
У статті, опублікованій у журналі «The Open Atmospheric Science Journal» у 2011 році, еколог Крейг Лоле з Національної ради з питань покращення повітря та потоку (установа лісової промисловості) та Скафетт прогнозують, що світовий клімат «може залишатися приблизно стабільним до 2030—2040 рр. І може бути не більше теплими 0,5-1,0 °C до 2100 року за прогнозованими показниками антропогенного потепління 0,66 ° C / століття».

## Вибрані публікації
- Nicola Scafetta, Patti Hamilton and Paolo Grigolini, "The thermodynamics of social process: the teen birth phenomenon, « Fractals, 9, 193—208 (2001).
- Nicola Scafetta, Sergio Picozzi and Bruce J. West, „An out-of-equilibrium model of the distributions of wealth“ Quantitative Finance 4, 353—364 (2004).»
- Nicola Scafetta and Bruce J. West, «Multiresolution diffusion entropy analysis of time series: an application to births to teenagers in Texas» Chaos, Solitons & Fractals 20, 119 (2004).
- Nicola Scafetta, and Paolo Grigolini, "Scaling detection in time series: diffusion entropy analysis, « Phys. Rev. E 66, 036130 (2002).»
- Nicola Scafetta, Richard Moon, and Bruce J. West, "Fractal Response of Physiological Signals to Stress Conditions, Environmental Changes and Neurodegenerative Diseases, " Complexity 12, 12-17 (2007).
- Nicola Scafetta, and Bruce J. West, «Phenomenological reconstructions of the solar signature in the NH surface temperature records since 1600.» J. Geophys. Res., 112, D24S03, doi:10.1029/2007JD008437 (2007).
- N. Scafetta, "Empirical analysis of the solar contribution to global mean air surface temperature change, " Journal of Atmospheric and Solar-Terrestrial Physics 71, 1916—1923 (2009), doi:10.1016/j.jastp.2009.07.007.
- Nicola Scafetta and Richard Willson, «ACRIM-gap and Total Solar Irradiance (TSI) trend issue resolved using a surface magnetic flux TSI proxy model», Geophysical Research Letter 36, L05701, doi:10.1029/2008GL036307 (2009).
- Craig Loehle and Nicola Scafetta, "Climate Change Attribution Using Empirical Decomposition of Climatic Data, " The Open Atmospheric Science Journal, 2011 5, 74-86. Full text [Архівовано 7 червня 2021 у Wayback Machine.] (Loehle & Scafetta Supplemental Info [Архівовано 6 червня 2021 у Wayback Machine.])